# Michael Hayduck
Michael Hayduck (* 31. Januar 1838 in Stralsund; † März 1909 in Thorn, Westpreußen) war ein deutscher Altphilologe.

## Leben
Nach dem Abitur 1855 in Stettin studierte Hayduck Klassische Philologie in Greifswald und Berlin. 1860 legte er in Greifswald das Staatsexamen für die Fächer Latein, Griechisch und Deutsch für die oberen Klassen, Geschichte und Geographie für die mittleren Klassen, Religion und Französisch für die unteren Klassen ab. Nach einem Probejahr am Marienstiftsgymnasium in Stettin wurde Hayduck 1861 ordentlicher Lehrer am Gymnasium in Greifswald und 1873 dort zum Oberlehrer befördert. 1876 wechselte er an das Gymnasium in Meldorf und wurde zum Ehrendoktor an der Greifswalder Universität ernannt. 1878 wurde er zum Direktor des Gymnasiums in Marienburg (Westpreußen) ernannt. 1890 wurde ihm der Rote Adlerorden 4. Klasse verliehen, später auch die Dritte Klasse mit Schleife. 1894 wechselte er in gleicher Funktion an das Gymnasium in Thorn. Dort war er Mitglied der Copernicus-Gesellschaft. Mit dem Eintritt in den Ruhestand 1902 wurde ihm der Titel eines Geheimen Regierungsrates verliehen und er zog nach Berlin.
Hayduck hatte sich in Beiträgen zu Schulprogrammen mit Text- und Echtheitskritik von Schriften des Aristoteles und des Platon beschäftigt. Aufgrund dieser Qualifikationen wurde er im Rahmen der Commentaria in Aristotelem Graeca mit der Herausgabe von insgesamt vierzehn Teilbänden beauftragt.
Hayduck ist Vater des Chemikers Friedrich Hayduck (1880–1961) und Bruder des Chemikers Max Hayduck (1842–1899).

## Schriften (Auswahl)
Beiträge zu Schulprogrammen
- Emendationes Aristoteleae. Programm Meldorf 1877
- Observationes criticae in aliquot locos Aristotelis. ‪Programm Greifswald 1873
- Bemerkungen zur Physik des Aristoteles. ‪Programm Greifswald 1871
- Über die Echtheit des Sophistes und Politikos. Programm Greifswald 1864

Commentaria in Aristotelem Graeca
- 1: Alexandri Aphrodisiensis In Aristotelis Metaphysica commentaria. 1891.
- 3, 2: Alexandri In Aristotelis Meteorologicorum libros commentaria. 1899.
- 6, 2: Asclepii In Aristotelis Metaphysicorum libros A – Z commentaria. 1888.
- 11: Simplicii In libros Aristotelis De anima commentaria. 1882.
- 14, 1: Ioannis Philoponi In Aristotelis Meteorologicorum librum primum commentarium. 1901.
- 14, 3: Ioannis Philoponi (Michaelis Ephesii) In libros De generatione animalium commentaria. 1903.
- 15: Ioannis Philoponi In Aristotelis De anima libros commentaria. 1897.
- 18, 3: Stephani In librum Aristotelis De interpretatione commentarium. 1885.
- 21,1: Eustratii In Analyticorum Posteriorum librum secundum commentarium. 1907.
- 22, 2: Michaelis Ephesii In libros De partibus animalium, De animalium motione, De animalium incessu commentaria. 1904.
- 22, 3: Michaelis Ephesii In librum quintum Ethicorum Nicomacheorum commentarium. 1901.
- 23, 1: Sophoniae In libros Aristotelis De anima paraphrasis. 1883.
- 23, 2: Anonymi In Aristotelis Categorias paraphrasis. 1883.
- 23, 4: Anonymi In Aristotelis Sophisticos elenchos paraphrasis. 1884.